# Sose hátrálj meg
A Sose hátrálj meg (Never Back Down) 2008-as amerikai harcművészeti film, melyet Jeff Wadlow rendezett. A főbb szerepekben Sean Faris, Cam Gigandet, Djimon Hounsou, Amber Heard és Evan Peters látható.
A film főszereplője egy tizenéves fiú, Jake (Sean Faris), aki új középiskolába kerülve belekeveredik az illegális harcművészeti mérkőzések világába.
Az Amerikai Egyesült Államokban 2008. március 14-én mutatták be. Összességében jól teljesített a jegypénztáraknál, de a kritikusok kedvezőtlenül fogadták a szerintük közhelyes akciófilmet. Három folytatás követte, ezek azonban szinte egyáltalán nem kapcsolódnak az eredeti film történetéhez: Ketrecharc – A leszámolás (2011), Ketrecharc 3. – Mindvégig (2016) és Ketrecharc 4. – Lázadás (2021).

## Cselekmény
|  | Alább a cselekmény részletei következnek! |

Jake Tyler (Sean Faris) Iowából Floridába költözik anyjával, Margottal (Leslie Hope), és öccsével, Charlie-val (Wyatt Smith), hogy a család segítse Charlie teniszező karrierjének előremozdulását. Jake népszerű sportoló volt korábbi otthonában, az új városban azonban kívülállónak számít; egy korábbi videófelvétel, melyen Jake egy meccsen verekedésbe keveredik, hamar közismertté válik új iskolájában.
Hogy jobban beilleszkedjen az új környezetbe, Jake elfogadja egy osztálytársnője, Baja Miller (Amber Heard) sokat sejtető meghívását egy házibuliba. A buliban Jake-t az iskola harcművész bajnoka, Ryan McCarthy (Cam Gigandet) – akiről kiderül, hogy Baja barátja és a lány valójában csak az ő megbízásából hívta el Jake-t – kihívja egy verekedésre. Amikor Jake nem akar verekedni, Ryan gúnyolódni kezd a fiú halott apjával, aki akkor halt meg, amikor részegen karambolozott (és Jake is az autóban ült a tragédia idején, emiatt a fiú azóta is súlyos bűntudatot érez). Jake alulmarad a harcban, de egy osztálytársa és későbbi barátja, Max Cooperman (Evan Peters) mesél neki az MMA küzdősportról, és megkéri, hogy keresse fel mestere, Jean Roqua (Djimon Hounsou) edzőtermét. Roqua elfogadja tanítványául Jake-t, de figyelmezteti: ha tudását a termen kívül is használja, akkor nem tanítja többé. Jake ebbe beleegyezik, de titokban azt tervezi, hogy legyőzi Ryant. Baja sikertelenül próbál bocsánatot kérni Jake-től, amiért elcsalta őt a házibuliba, majd viharos körülmények között szakít Ryannel.
A feldúlt Jake autózás közben összeverekedik egy társasággal és legyőzi őket, miközben Max videóra veszi az esetet. A felvételt látva Ryan sikeresen ráveszi Jake-t, hogy vegyen részt a Beatdown nevű illegális viadalon, ahol Ryan a jelenlegi bajnok. Miután a verekedés miatt kirúgják az edzőteremből, Jake elmondja edzőjének, hogy a közös tréning segít számára úrrá lenni belső dühén és arra kéri Roqua-t, adjon neki még egy esélyt. Jake edzeni kezd a Beatdown-ra és kibékül Bajával, akivel hamarosan közelebb kerülnek egymáshoz. Az edzőteremben lakó Roqua múltjára is fény derül: a férfi Brazíliából származik, de el kellett hagynia otthonát, mert apja kitagadta őt – miután Roqua testvérét, Josephet megölték és apja őt okolta a történtekért.
Amikor megtudja, hogy Ryan mégsem vesz részt a Beatdown-on, Ryan magához hívja és összeveri Max-et, majd Jake háza előtt hagyja az eszméletlen fiút. Miután Jake és Baja kórházba viszi Max-et, Jake elhatározza, hogy mégis versenyezni fog. Jake a versenyen eljut az elődöntőbe, noha az egyik mérkőzés során megsérültek a bordái, Ryant viszont diszkvalifikálják. Jake ezt meghallva feladja a mérkőzést, mivel riválisa már nincs versenyben. Amikor Bajával távozni készülnek, Ryan rátámad a parkolóban, ahol verekedni kezdenek. Először úgy tűnik, Ryan kerül erőfölénybe, de végül Jake kiüti őt.
Jake a győzelemmel elnyeri társai, köztük Ryan tiszteletét is, Max-et pedig kiengedik a kórházból. Roqua bezárja edzőtermét, miközben a kezében egy Brazíliába szóló repülőjegyet tart – utalva arra, hogy rendezni kívánja kapcsolatát apjával.

## Szereplők

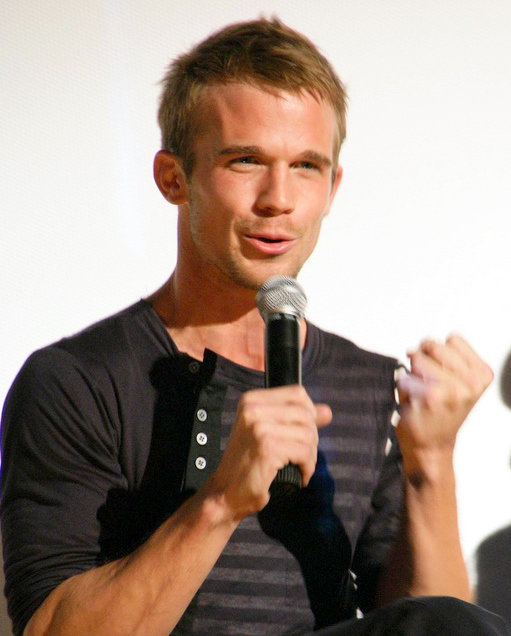
Cam Gigandet, a film negatív főszereplője

| Szerep        | Színész         | Magyar hang 1.     | Magyar hang 2. |
| ------------- | --------------- | ------------------ | -------------- |
| Jake Tyler    | Sean Faris      | Czető Roland       | Tokaji Csaba   |
| Ryan McCarthy | Cam Gigandet    | Joó Gábor          | Kossuth Gábor  |
| Baja Miller   | Amber Heard     | Csuha Borbála      | Fésűs Bea      |
| Max Cooperman | Evan Peters     | Szvetlov Balázs    | Előd Botond    |
| Margot Tyler  | Leslie Hope     | Menszátor Magdolna | Csere Ágnes    |
| Jean Roqua    | Djimon Hounsou  | Welker Gábor       | Dózsa Zoltán   |
| Charlie Tyler | Wyatt Smith     | Ducsai Ábel        | Kardos Bence   |
| DJ Swagga     | Affion Crockett | N/A                | N/A            |
| Aaron         | Neil Brown Jr   | N/A                | N/A            |

## Kapcsolódó filmek
Az eredeti filmet három folytatás követte, melyek azonban szinte egyáltalán nem kapcsolódnak az első filmhez. A Ketrecharc – A leszámolás (2011) című második részben az eredeti szereplőgárdából csupán a Max Coopermant alakító Evan Peters tér vissza. Michael Jai White a 2011-es második, illetve a 2016-os Ketrecharc 3. – Mindvégig című folytatásokban tűnik fel főszereplőként. A Ketrecharc 4. – Lázadás (2021) nem utal vissza a korábbi részekre.

## Fordítás
Ez a szócikk részben vagy egészben  a   Never Back Down című angol Wikipédia-szócikk fordításán alapul.  Az eredeti cikk szerkesztőit annak laptörténete sorolja fel. Ez a jelzés csupán a megfogalmazás eredetét és a szerzői jogokat jelzi, nem szolgál a cikkben szereplő információk forrásmegjelöléseként.